# Nicolás Domínguez
Nicolás Martín Domínguez (Haedo, 1998. június 28. –) argentin válogatott labdarúgó, a Nottingham Forest játékosa.

## Pályafutása

### Klubcsapatokban
A Vélez Sarsfield saját nevelésű játékosa, 2017. március 10-én mutatkozott be a bajnokságban az Estudiantes de La Plata ellen. Június 3-án első gólját is megszerezte a CA Tigre ellen. 2019. augusztus 30-án szerződtette az olasz Bologna, de 2019 további részére visszatért kölcsönbe a nevelő klubjához. 2020. január 12-én debütált a Bologna színeiben a Torino ellen.

### A válogatottban
2019. szeptember 5-én mutatkozott be a felnőtt válogatottban Venezuela elleni barátságos mérkőzésen. 2021. június 11-én bekerült a Copa Américra utazó keretbe.

## Sikerei, díjai
- Argentína
  - Copa América: 2021
  - Superclásico de las Américas: 2019[7][8]